# Route nationale 522
Die N522 war von 1933 bis 1973 eine französische Nationalstraße, die zwischen Saint-Jean-de-Bournay und der N75 nordwestlich von Morestel verlief. Ihre Länge betrug 36 Kilometer.